# Gouverneur (België)

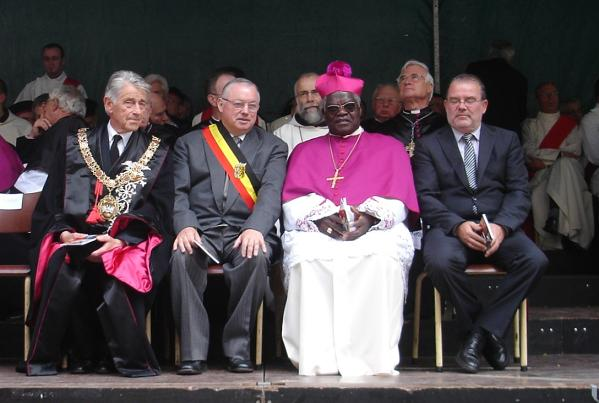
Paul Breyne, voormalig gouverneur van West-Vlaanderen (tweede van links), naast Laurent Monsengwo Pasinya

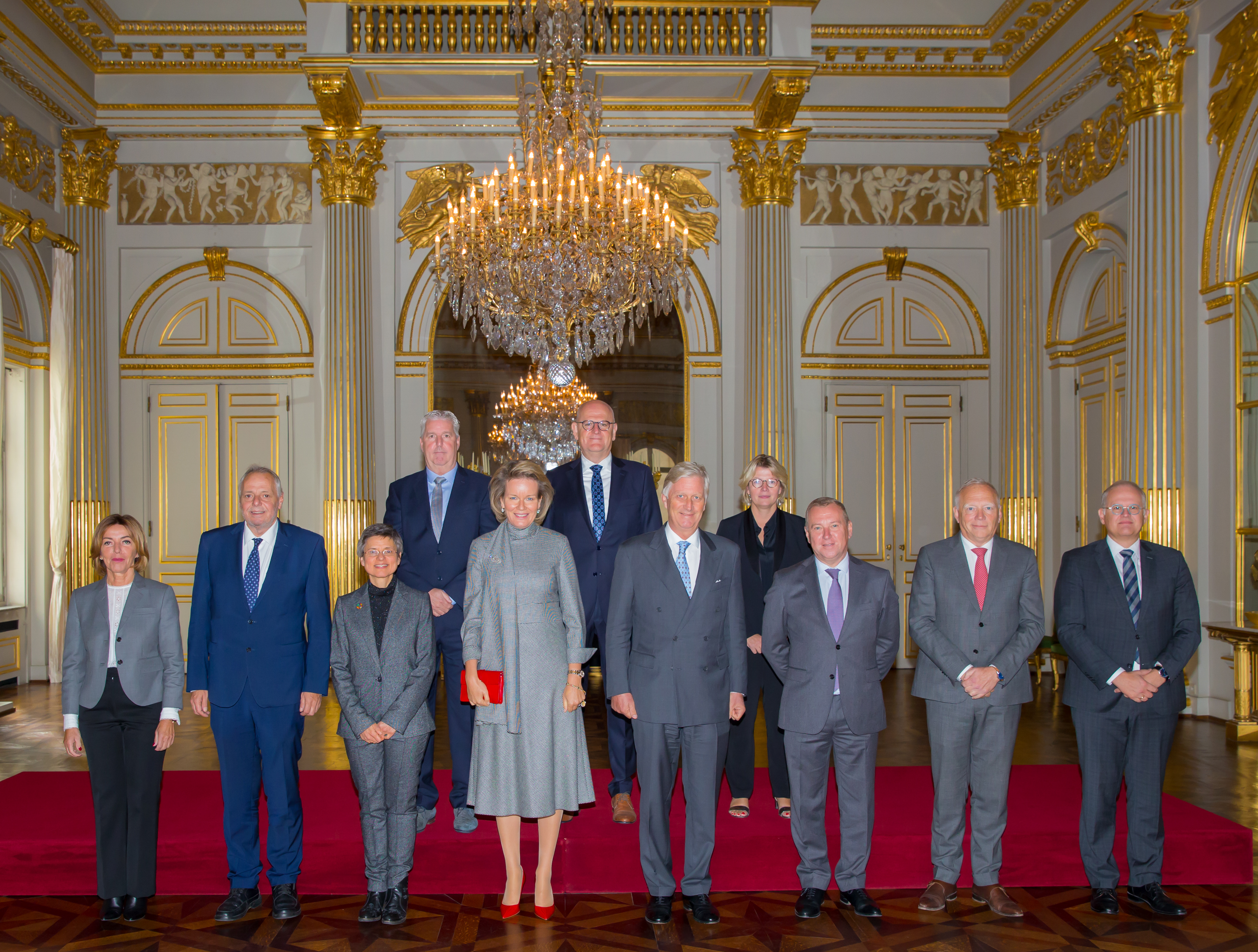
De Koning en Koningin samen met een aantal gouverneurs

Een gouverneur kan in België verschillende functies hebben. Zo staat er aan het hoofd van elke Belgische provincie een provinciegouverneur, maar ook de Nationale Bank van België wordt geleid door een gouverneur. Zij vertegenwoordigen de Belgische regeringen.
In principe zijn gouverneurs politiek neutrale ambtenaren, maar in werkelijkheid wordt bij hun aanstelling rekening gehouden met de partijverhoudingen, wat dikwijls aanleiding geeft tot lange discussies.

## Provinciegouverneurs
Een provinciegouverneur is in Vlaanderen voorzitter van de deputatie van de provincie en vertegenwoordigt binnen de provincie de federale regering en de gewestregering. Hij of zij is contactpersoon van de provincie, en is in de eerste plaats een ambtenaar en niet een politiek orgaan. Een gouverneur wordt benoemd door de gewestregering. De functie van gouverneur wordt geregeld in de provinciedecreten en vroeger in de provinciewet.
|                    | provincie       | foto | gouverneur        | partij   | sinds           | lijst       |
| ------------------ | --------------- | ---- | ----------------- | -------- | --------------- | ----------- |
| Vlaamse provincies | Antwerpen       |      | Cathy Berx        | CD&V     | 1 mei 2008      | Voorgangers |
| Vlaamse provincies | Vlaams-Brabant  |      | Jan Spooren       | N-VA     | 17 juli 2020    | Voorgangers |
| Vlaamse provincies | Limburg         |      | Jos Lantmeeters   | N-VA     | 17 juli 2020    | Voorgangers |
| Vlaamse provincies | Oost-Vlaanderen |      | Carina Van Cauter | Open Vld | 17 juli 2020    | Voorgangers |
| Vlaamse provincies | West-Vlaanderen |      | Carl Decaluwe     | CD&V     | 1 februari 2012 | Voorgangers |
| Waalse provincies  | Waals-Brabant   |      | Gilles Mahieu     | PS       | 1 oktober 2015  | Voorgangers |
| Waalse provincies  | Henegouwen      |      | Tommy Leclercq    | PS       | 28 maart 2013   | Voorgangers |
| Waalse provincies  | Luik            |      | Hervé Jamar       | MR       | 1 oktober 2015  | Voorgangers |
| Waalse provincies  | Luxemburg       |      | Olivier Schmitz   | (CdH)*   | 1 februari 2016 | Voorgangers |
| Waalse provincies  | Namen           |      | Denis Mathen      | MR       | 1 januari 2007  | Voorgangers |

(*) werd door de politieke partij voorgedragen maar is niet noodzakelijk lid van een partij.
In Vlaams-Brabant is er tevens een adjunct van de gouverneur die toeziet op de rechten van de Franstaligen in de Brusselse Rand.
Er is ook een College van Provinciegouverneurs, waarin de tien gouverneurs samenkomen om taalgrensproblemen op te lossen.
Een van de belangrijke functies is het coördineren van het provinciale rampenplan.

## Administratief arrondissement Brussel-Hoofdstad
Het administratief arrondissement Brussel-Hoofdstad heeft sinds het Vlinderakkoord (de zesde staatshervorming) geen gouverneur meer, maar een Hoge Ambtenaar. Van 2016 tot 2021 was Viviane Scholliers de Hoge Ambtenaar, maar na een negatieve evaluatie werd deze opdracht tijdelijk waargenomen door de adjunct-directeur-generaal van Brussel Preventie en Veiligheid Yves Bastaerts. Sinds 1 juli 2021 wordt de functie uitgeoefend door de directeur-generaal van Brussel Preventie en Veiligheid Sophie Lavaux.
Daarnaast is er voor het toezicht op de taalwetgeving een vice-gouverneur.
| Hoge Ambtenaar | partij | sinds        |
| -------------- | ------ | ------------ |
| Sophie Lavaux  |        | 26 juli 2021 |

| Vicegouverneur      | partij | sinds            |
| ------------------- | ------ | ---------------- |
| Jozef Ostyn (°1966) | CD&V   | 25 februari 2012 |

## Nationale Bank van België
Ook de Nationale Bank van België heeft een door de koning benoemde gouverneur.
| gouverneur    | partij | sinds          |
| ------------- | ------ | -------------- |
| Pierre Wunsch | MR     | 2 januari 2019 |